# Pécharic-et-le-Py
Pécharic-et-le-Py är en kommun i departementet Aude i regionen Occitanien  i södra Frankrike. Kommunen ligger  i kantonen Belpech som ligger i arrondissementet Carcassonne. År 2022 hade Pécharic-et-le-Py 29 invånare.

## Befolkningsutveckling
Antalet invånare i kommunen Pécharic-et-le-Py
Referens: INSEE